# Budne-Sowięta
Budne-Sowięta – wieś sołecka w Polsce położona w województwie mazowieckim, w powiecie ostrołęckim, w gminie Baranowo.
W latach 1975–1998 miejscowość administracyjnie należała do województwa ostrołęckiego.
Wierni Kościoła rzymskokatolickiego należą do parafii Świętego Bartłomieja Apostoła w Baranowie.

## Położenie
Budne Sowięta położone są na terenie Równiny Kurpiowskiej nad rzeką Płodownicą, 2 km od Baranowa.

## Historia
Wieś Budne Sowięta powstała w 1540 roku, kiedy to nadaniem Zygmunta I Starego bracia Przedbor i Andrzej Budni wymienili wieś Budne (dawną siedzibę) na uroczysko Sowino w Puszczy Płodownickiej – części Puszczy Zielonej. Wieś tę zamieszkiwała drobna szlachta.

## Ciekawostki
- Do końca lat 70. XX wieku istniała tradycja zabraniająca zawierania małżeństw z mieszkańcami okolicznej kurpiowszczyzny.
- Na gruntach ornych (tzw. Dąbrowy) w końcu XIX wieku istniała jedna z wielu cegielni, z której cegła była używana do wznoszenia gotyckiego kościoła w Baranowie.
- Na dużej części łąk budnieńskich w końcu lat 50. XX w. była kopana ruda żelaza (prawdopodobnie syderyt lub limonit). W obecnym okresie pod wierzchnią warstwą tarniny można z łatwością spotkać bryły tegoż surowca hutniczego.
- Na terenie wsi istnieje 6 stanowisk archeologicznych, z których jedno jest uważane za wczesnośredniowieczne cmentarzysko.
- Na obrzeżach wsi stoi krzyż wzniesiony po epidemii tyfusu w okresie międzywojennym.